# Quận St. Louis, Missouri
Quận St. Louis là một quận thuộc tiểu bang Missouri, Hoa Kỳ. Theo điều tra dân số năm 2000 của Cục điều tra dân số Hoa Kỳ, quận có dân số người 2, là quận đông dân nhất trong các quận của tiểu bang Missouri, ước tính dân số năm 2008 là 991.830 người . Quận lỵ đóng ở Clayton 6

## Địa lý
Theo Cục điều tra dân số Hoa Kỳ, quận có tổng diện tích km2, trong đó có km2 là diện tích mặt nước.

### Quận giáp ranh
- Quận St. Charles (bắc, tây bắc)
- Quận Madison, Illinois (đông bắc)
- Thành phố St. Louis (đông)
- Quận St. Clair, Illinois & Quận Monroe, Illinois (đông nam)
- Quận Jefferson (nam)
- Quận Franklin (tây nam)

## Thông tin nhân khẩu
Theo điều tra dân số 2 năm 2000, quận đã có dân số 1.016.315 người, 404.312 hộ gia đình, và 270.889 gia đình sống trong quận hạt. Mật độ dân số là 2.001 người trên một dặm vuông (773/km ²). Có 423.749 đơn vị nhà ở mật độ trung bình của 834 trên một dặm vuông (322/km ²). Cơ cấu chủng tộc của dân cư quận bao gồm 70,83% người da trắng, 24,02% người Mỹ gốc Phi, 0,17% người Mỹ bản xứ, 2,22% châu Á, Thái Bình Dương 0,02%, 0,47% từ các chủng tộc khác, và 1,26% từ hai hoặc nhiều chủng tộc. Hispanic hay Latino thuộc một chủng tộc nào được 1,01% dân số.
Có 404.312 hộ, trong đó 31,60% có trẻ em dưới 18 tuổi sống chung với họ, 51,00% là đôi vợ chồng sống với nhau, 12,70% có nữ hộ và không có chồng, và 33,00% là các gia đình không. 28,00% hộ gia đình đã được tạo ra từ các cá nhân và 10,10% có người sống một mình 65 tuổi hoặc lớn tuổi hơn là người. Cỡ hộ trung bình là 2,47 và cỡ gia đình trung bình là 3,05.
Trong quận cơ cấu độ tuổi dân cư quận gồm có 25,20% dưới độ tuổi 18, 8,30% 18-24, 29,00% 25-44, 23,50% từ 45 đến 64, và 14,10% từ 65 tuổi trở lên người. Độ tuổi trung bình là 38 năm. Đối với mỗi 100 nữ có 90,00 nam giới. Đối với mỗi 100 nữ 18 tuổi trở lên, đã có 85,70 nam giới.
Thu nhập trung bình cho một hộ gia đình trong quận đạt 50.532 USD, và thu nhập trung bình cho một gia đình là $ 61.680. Phái nam có thu nhập trung bình $ 45.714 so với 30.278 $ cho phái nữ. Thu nhập bình quân đầu người đạt mức 27.595 USD. Có 5,00% gia đình và 6,90% dân số sống dưới mức nghèo khổ, trong đó có 9,30% những người dưới 18 tuổi và 5,30% của những người 65 tuổi hoặc hơn. St Louis County là quận giàu có nhất ở tiểu bang Missouri.